# Эллахер, Йозеф
Йозеф Эллахер (нем. Josef Oellacher; 1842—1892) — австрийский гистолог и эмбриолог.

## Биография
Йозеф Эллахер родился 24 сентября 1842 года в Инсбруке. Изучал медицину в Университете родного города, затем в Венском университете, затем в Университете Вюрцбурга и в 1868 году защитил диссертацию и получил учёную степень доктора медицины.
В 1873 году Эллахер был назначен экстраординарным профессором гистологии и эмбриологии в альма-матер. 
Среди научных трудов изданных учёным наиболее известны следующие: «Ueber Entwicklung der Knochenfische»; «Ueber die Veränderung des unbefruchteten Hühnereies im Eileiter und hei Behrütungsversuchen»; «Ueber Terata megadidyma bei Salvo' salvelinus».
Йозеф Эллахер умер 4 мая 1892 года в родном городе.